# Лугати I (Венеција)
Лугати I (итал. Lugatti I) је насеље у Италији у округу Венеција, региону Венето.
Према процени из 2011. у насељу је живело 33 становника. Насеље се налази на надморској висини од 5 м.